# Grosourdya zollingeri
Grosourdya zollingeri är en orkidéart som först beskrevs av Heinrich Gustav Reichenbach, och fick sitt nu gällande namn av Heinrich Gustav Reichenbach. Grosourdya zollingeri ingår i släktet Grosourdya och familjen orkidéer. Inga underarter finns listade i Catalogue of Life.

## Bildgalleri

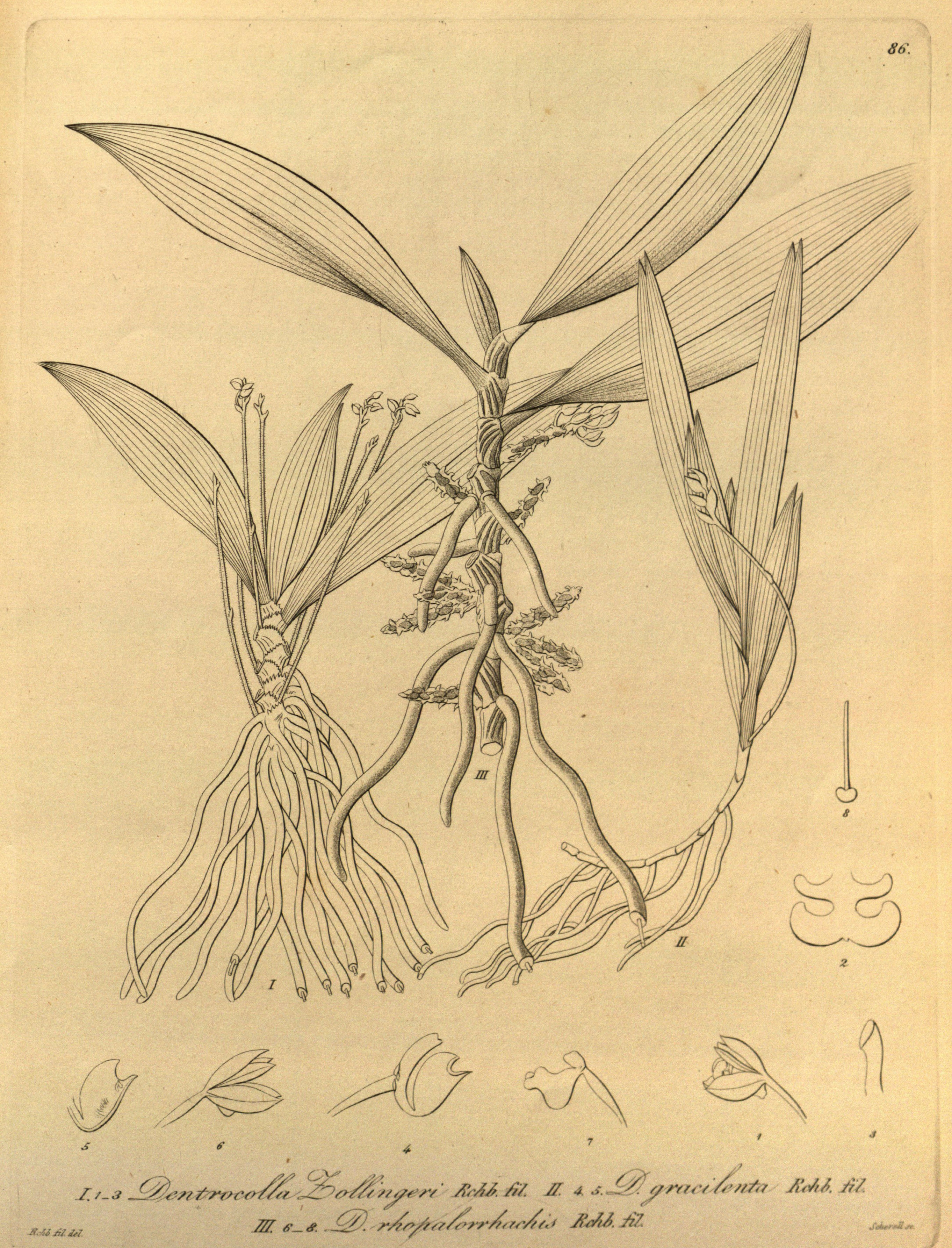